# Манипуляция массовым сознанием

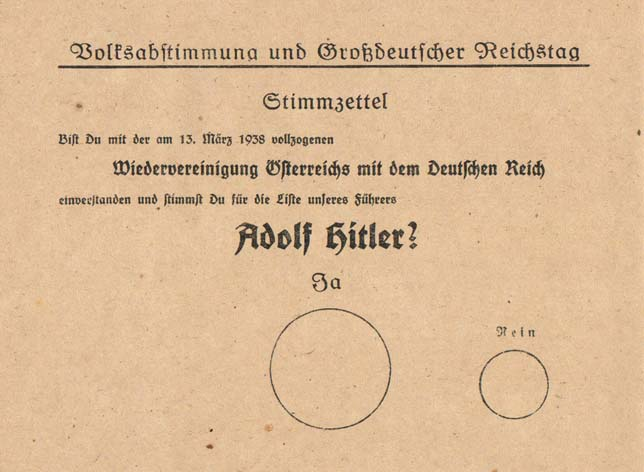
Графическая манипуляция массовым сознанием в нацистской Германии, бланк плебисцита 10 апреля 1938 года: «Согласен ли ты с произошедшим 13 марта 1938 года воссоединением Австрии с Германией и голосуешь ли за список нашего фюрера Адольфа Гитлера?», над большим кругом по центру надпись «Да», над маленьким — «Нет»

Манипуля́ция ма́ссовым созна́нием (ср. «манипуля́ция обще́ственным мне́нием») — один из способов управления большим количеством людей (коллективами, сообществами и так далее) путём создания иллюзий и условий для управления их поведением.
Само слово «манипуляция» изначально было медицинским термином хирургической сферы, но в XX веке стало применяться в общественном сознании как ключевой смысловой элемент психологических операций в информационной войне.
Это воздействие направлено на природно-психические и социально-психологические структуры человека. Оно осуществляется явно и неявно, ставит своей задачей установить контроль над поведением, лишить объект манипуляции свободы мышления и направить в требуемом направлении. Это делается посредством изменения представлений, мнений, побуждений и целей — необязательно, что с деструктивными целями в отношении объекта манипуляции.
Изданный в 1969 году в Нью-Йорке «Современный словарь социологии» определил общественную манипуляцию как «вид применения власти, при котором обладающий ею влияет на поведение других, не раскрывая характера поведения, которого он от них ожидает».
В российской практике ярким примером публичного рассуждения о манипуляции массовым сознанием является выступление Г. Грефа на XVI Международном экономическом форуме в Санкт-Петербурге (2012 год). Значимость этого примера в том, что двухминутное рассуждение о манипуляции массовым сознанием там само по себе является одновременно и манипуляцией массовым сознанием, и следствием предыдущих манипуляций массовым сознанием в информационной войне за устройство общества.

## Классификация трактовок понятия «манипуляция» (полит.)
Несмотря на достаточно продолжительный опыт применения понятия «манипуляция», русские и зарубежные авторы демонстрируют известный разброс в понимании этого термина в политологическом контексте. В монографии доктора психологических наук, профессора и заведующего кафедрой общей и социальной психологии ТюмГУ Е. Л. Доценко «Манипуляция: феномен, механизм, защита» проанализированы 12 авторских контекстов.
| №  | Авторы            | Определения                                                                                      |
| -- | ----------------- | ------------------------------------------------------------------------------------------------ |
| 1  | Б. Н. Бессонов    | Форма духовного воздействия, скрытого господства, осуществляемая насильственным путём            |
| 2  | Д. А. Волкогонов  | Господство над духовным состоянием, управление изменением внутреннего мира                       |
| 3  | Р. Гудин          | Скрытое применение власти (силы) вразрез с предполагаемой волей другого                          |
| 4  | О. Т. Ёкояма      | Обманное косвенное воздействие в интересах манипуляторов                                         |
| 5  | Л. Прото          | Скрытое влияние на совершение выбора                                                             |
| 6  | У. Рикер          | Способ структурирования мира, позволяющий выиграть                                               |
| 7  | Дж. Рудинов       | Инициация поведения посредством обмана или игрой на предполагаемых слабостях другого             |
| 8  | В. Н. Сагатовский | Отношение к другому как к средству, объекту, орудию                                              |
| 9  | Г. Шиллер         | Скрытое принуждение, программирование мыслей, намерений, чувств, отношений, установок, поведения |
| 10 | Э. Шостром        | Управление и контроль, эксплуатация другого, использование в качестве объектов, вещей            |
| 11 | П. У. Робинсон    | Мастерское управление или использование                                                          |
| 12 | В. С. Королёв     | Внушение желаемого массе                                                                         |

На этой основе Е.Доценко выявляет 18 типичных признаков, используемых каждым автором для определения манипуляции (здесь не приводится). В момент написания данного научного труда ныне известная работа С. Г. Кара-Мурзы ещё не увидела свет, и потому в систематизацию Е.Доценко она не попала.

## Манипуляция сознанием при восприятии на индивидуальном уровне

### Признаки манипуляции сознанием
- Вид духовного, психологического воздействия, форма скрытого психологического насилия (а не физическое насилие или угроза насилием). Мишенью действий манипулятора является психика человеческой личности, её образ мира, общие ценности, представления, убеждения, стереотипы и установки целевой аудитории.
- Скрытое воздействие, факт который не должен быть замечен объектом манипуляции. Как замечает один из ведущих специалистов по американским средствам массовой информации профессор Калифорнийского университета Г. Шиллер: «Для достижения успеха манипуляция должна оставаться незаметной. Успех манипуляции гарантирован, когда манипулируемый верит, что все происходящее естественно и неизбежно, и сам факт манипуляции не отражён в памяти субъекта. Короче говоря, для манипуляции требуется фальшивая действительность, в которой её присутствие не будет ощущаться». Зачастую эту фальшивую действительность создают СМИ. Они служат информационными фильтрами, формируют повестку дня и являются ретранслятором авторитетных мнений, которые усваиваются людьми, а затем воспринимаются ими как свои собственные. Особо тщательно скрывается главная цель — чтобы даже разоблачение самого факта попытки манипуляции не привело к выяснению дальних намерений.
- Воздействие, которое требует значительного мастерства и знаний. Поскольку манипуляция общественным сознанием стала технологией, появились профессиональные работники, владеющие этой технологией (или её частями).
- К людям, сознанием которых манипулируют, относятся не как к личностям, а как к объектам, особого рода вещам, лишенным свободы выбора. Манипуляция — это часть технологии власти, а не воздействие на поведение друга или партнёра.

Манипулятор для управления толпой использует её социальные, религиозные, культурные, этнические и гендерные предпочтения и убеждения, служащие основой общей самоидентификации группы.
Необходимым условием манипуляции служит присутствие образа врага, организующего толпу как целое.
Легендарный крик толпы: «Распни Его!» — служит древнейшим свидетельством формирования управляемой толпы на основе религиозных установок и яркого образа врага.
Формирование управляемой толпы посредством серии манипуляций становится ключевым инструментом процесса легитимизации и делегитимизации властных институтов в современном мире.
- Манипуляция основана на подмене истинных причин событий мнимыми, дезориентирующими объект в нужном для манипулятора направлении. Данная задача может быть выполнена как с помощью СМИ, так и на основе неформальных каналов информации.

Теоретическое обоснование манипулятивных техник имеет давнюю историю и основывается на древнегреческом понятии стратагема как военной хитрости, уловке, призванной ввести противника в заблуждение и добиться победы, не прибегая к сражению. Данное понятие использовалось древнегреческими историками Геродотом и Ксенофонтом (трактат О командовании конницей), а также древнеримским автором Секстом Фронтином (Стратагемы). Китайский трактат Тридцать шесть стратагем, несмотря на свою почти двухтысячелетнюю историю, остается классическим собранием манипулятивных техник. В настоящее время теоретическим основанием манипулятивных технологий служит теория диссипативных структур и теория хаоса на которых, в частности, основываются модели манипулирования гражданским обществом с целью трансформации и делегитимизации государственных и общественных институтов.
Ядро манипуляции: скрытое сообщение, команда объекту, призванная изменить его поведение, — это, прежде всего, высококачественный интеллектуальный продукт, призванный обойти защитные психологические барьеры, встроиться в систему (Мимикрия), получив контроль над её деятельностью в заданном сегменте.
Аналогией здесь может служить деятельность вируса в клеточном организме.
Алгоритм манипуляции включает в себя несколько основных этапов:
1) Анализ культурно-психологических особенностей целевой аудитории или ключевого информатора, составление культурно-психологического портрета целевой аудитории. Используются различные опросы, фокус-группы и глубинные интервью с представителями целевых групп при участии аналитиков и военных психологов.
2) Построение в СМИ виртуальной картинки заданного события, совместимой с психологическими установками и картиной мира целевой аудитории и выводящей её на нужную модель поведения в рамках целевого ориентира манипуляции. Сегодня виртуальная картинка формируется с использованием передовых компьютерных технологий и достижений кинематографии, что, как отмечают исследователи (Baudrillard, 1991), делает её в массовом восприятии более реальной и яркой, чем подлинная реальность.
3) Планирование реального события, имеющего символическое значение и служащего пусковым механизмом, вынуждающим целевую аудиторию поверить в реальность заданной извне виртуальной картинки и действовать в соответствии с ней.
4) Контроль над СМИ: управление информационными фильтрами, призванное синхронизировать в СМИ информационные потоки и закрепить положительные результаты манипуляции.
Важным элементом манипуляции служит планирование отвлекающих и шоковых событий для отключения способности критически мыслить, повышения уровня внушаемости целевой аудитории, превращении её в толпу, руководимую стадным инстинктом и управляемую извне.
Если основной целью классической войны служит физическое уничтожение врага, то целью информационной войны, ведущейся посредством различных манипулятивных технологий, — служит уничтожение врага в духовном аспекте посредством разрушения его ценностей, а также смыслового контекста в котором эти ценности укоренены.
Необходимым элементом здесь служит манипуляция исторической памятью: девальвация в массовом сознании исторических событий, имеющих символическое значение и объединяющих людей в социально-культурную общность.
Исследователи выявляют значительный спектр манипуляций исторической памятью в современных СМИ (Володихин, Д., Елисеева, О., Олейников, Д. История России в мелкий горошек, 1998.- 256 с.).
- Заставить объект признать неполноценность и ущербность своих собственных ценностей и представлений на фоне показательной яркости и привлекательности ценностей врага — является целью манипулятивной программы.

### Предпосылки манипуляции
Условие успешной манипуляции заключается в том, что в подавляющем большинстве случаев преобладающее большинство граждан служит пассивным объектом информационного воздействия: не тратит ни душевных и умственных сил, ни времени на то, чтобы усомниться в сообщениях СМИ.
Целенаправленное изменение общественных настроений создает поле возможностей для реализации манипулятивной программы.
Всякая манипуляция сознанием есть взаимодействие. Жертвой манипуляции человек может стать лишь в том случае, если он выступает как соавтор, соучастник. Манипуляция — это не только скрытое психологическое насилие, но и соблазн.
Важную роль здесь играет использование лидеров мнений, оказывающих влияние на формирование мнений в пределах своей группы. Базовой моделью здесь служит теория многоступенчатого распространения информации Пола Лазарсфельда (Lazarsfeld, 2004). На основе данной модели проводятся мобилизационные кампании в социальных сетях, служащие одним из основных элементов информационного воздействия на массовое сознание.
Точный расчет темы и выбор ключевых информаторов приводит к тому, что информационная кампания переходит в автокогерентный режим с волнообразным расширением массовой аудитории.
В зависимости от эмоций, которые появляются у объекта манипулирования, можно выделить формы манипуляций:
- положительные формы:
  - заступничество,
  - успокаивание,
  - комплимент,
  - невербальные заигрывания (обнимание, подмигивание),
  - сообщение хороших новостей,
  - общие интересы…
- отрицательные формы:
  - деструктивная критика (высмеивание, критика личности и поступков),
  - деструктивная констатация (негативные факты биографии, намеки и упоминания о прошлых ошибках),
  - деструктивные советы (рекомендации по изменению позиции, способа поведения, безапелляционные повеления и указания)…

### Цель манипулятора
Цель тех, кто желает манипулировать сознанием — дать объектам такие знаки, чтобы они, встроив эти знаки в контекст, изменили образ этого контекста в своем восприятии, трансформировали свой образ мира в заданном извне направлении. Объекту манипуляции подсказываются такие связи своего текста или поступка с реальностью, навязываются такое их истолкование, чтобы представление о действительности было искажено в желательном для манипулятора направлении. А значит, это окажет воздействие и на поведение, причем объекты будут уверены, что поступают в полном соответствии с собственными желаниями.
Целью манипулятора является лишение объекта свободы выбора: способности критически мыслить и делать рациональный выбор, мягкое подведение к заданному извне выбору как единственно возможному, якобы безальтернативному для объекта. Этот выбор является несвободным и неосознанным, что делает возможным внешнее управление поведением объекта помимо его воли.
Базовый принцип: Ситуация, осознающаяся реальной — реальна по своим последствиям (Thomas, 1928).
Любая химера, намеренно созданная иллюзия становится руководством к действию, если заставить в неё поверить.

### Противодействие психологической манипуляции
Одной из форм противодействия манипуляции является критический анализ поступающей информации, организация получения информации из разных источников.
Способы противодействия манипуляциям в СМИ:
- Анализ противоречащих источников (по обе стороны), выявление общих и разнящихся сведений.
- Получение информации из первых рук, общение с представителями групп, задействованных в ситуации.
- Выявление манипуляторов и анализ продвигаемой ими точки зрения.
- Анализ отношений различных групп в социальных сетях и других публичных источниках.

Способы противодействия прямым манипуляциям:
- Внешнее согласие (начать с того, с чем согласен, можно даже привести аргумент в пользу слов оппонента). Состоит в том, что адресат выделяет из речи манипулятора те положения, с которыми он может согласиться. Остальную информацию пропускает «мимо ушей», либо перефразирует её на свой вкус.
- Перефразирование «-» в «+», констатация фактов. Как правило, применяется при манипуляциях отрицательной формы (вызывающих отрицательную эмоцию у объекта манипулирования).
- Изменение темы разговора на другую, оттягивание окончательного ответа (принять информацию к сведению и отложить решение на завтра, «утро вечера мудренее»).
- Игнорирование отрицательной оценки или отказ от ответа (например: «не буду отвечать на эту реплику, ответить на неё — значит унизиться самому»; «этот вопрос я обойду молчанием…» и т.п.).
- Повышение уровня компетентности, критичность восприятия, формирование научного образа мышления[10]. Критичность восприятия независимо от базового уровня знаний способна значительно ограничить глубину и продолжительность воздействия манипулятивных технологий и воздействий на человека.

### Выявление манипуляторов в сети Интернет
Масштабный автоматизированный анализ социальных комментариев позволяет выявлять кибер-манипуляторов. Существует ряд признаков такого рода «манипуляционной атаки», например появление в короткий отрезок времени в информационном пространстве большого количества однотипных (нередко, тезисы, содержащиеся в них, дублируются слово в слово) постов, комментариев, вопросов и т. д. в различных публичных обсуждениях, объединённых общей идеей или направленных на одну цель (часто, на разжигание конфликта или инициирования нетерпимости в нужном для манипуляторов направлении). Такие сообщения чаще всего имеют эмоциональную, экспрессивную окраску, вполне обычен переход на личности, оскорбления и угрозы. Структурно подобные посты строятся вокруг нужной манипуляторам идеи в виде упрощенного тезиса, аргументированность которого нередко обуславливается не здравым смыслом, а силлогизмами и софистическими приемами (т. н. «пропагандистские штампы»). Если атака осуществляется адресно в сторону некоего публичного лица, точка зрения которого неугодна манипуляторам, то добавляется интернет-травля, буллинг, попытки раскрытия конфиденциальной информации, троллинг, флейм-атака (намеренное заполнение пабликов в соцсетях, принадлежащих цели атаки, массой пустых и провокационных сообщений, с целью дискредитации цели в глазах подписчиков, нанесения психологического урона, в конце концов, отвлечение цели от участия в публичной дискуссии и направление её усилий на «решение проблем»). Применяются методики «информационного шума» и «информационного хаоса» — заполнения публичного пространства тысячами информационно пустых статей, сюжетов, тем, инфоповодов, «утопление» дискуссий и обсуждений в тысячах комментариях. Некая общая точка зрения, продвигаемая таким способом через тысячи фейковых новостей и обсуждений создаёт у индивидуума ложное впечатление, что «так думают все». Систематический анализ публикаций таких информационных сообщений и комментариев позволяет вскоре распознать проводимую акцию и сделать предположение об её примерной цели.

## Методы манипуляции
Методов манипуляции сознанием, используемых в средствах массовой информации, различают довольно много. Среди них есть как грубые, примитивные формы манипуляций, так и тонкие, основанные на хорошем знании индивидуальной человеческой психологии и социальных механизмов. Наиболее распространенные и очевидные:
1. Использование вербального внушения. Продвигая нужную идею, инициатор манипуляций организуют масштабное «обсуждение» этой проблемы в СМИ, выступления «аналитиков», высказывания «авторитетных мнений» и т. д. Иными словами, зрителя (слушателя, читателя) в прямом смысле «убеждают» принять ту или иную точку зрения (на самом деле, подобного рода информационные кампании являются не более, чем методом «вдалбливания в головы», но в более мягкой, нежели традиционная пропаганда, форме);
2. Намеренное искажение отражения действительности в СМИ, подача намеренно противоречивой, недостоверной и заведомо предвзятой информации. Может производиться как в грубой форме, так и в завуалированной;
3. Перенос частного факта в сферу общего, возведение единичного случая в ранг системы. Обратная методика — искусственное дробление единой цепочки событий на отдельные факты;
4. Использование слухов, домыслов, предвзятых толкований вместо достоверных фактов и мнений, основанных на анализе имеющейся информации;
5. Манипулятивные технологии софистического типа, то есть основанные на приемах подмены понятий, нарушения принципа силлогизма в аргументации, построение дедуктивных и индуктивных цепочек на заведомо неправильных предпосылках (утверждение связи между фактами/ событиями там, где её в действительности нет). Сюда же относится подмена событий их словесной декларацией;
6. Внедрение в аудиторию «синдрома приобретенной беспомощности», то есть политика нарочитого выпячивания в информационном поле негативных новостей и событий (катастрофы, бедствия, войны, эпидемии, разгул преступности), выделение негативной информационной повестке незаслуженно большого количества информационного поля (часов эфира, первых полос в газетах). Подобная информационная обработка постепенно вырабатывает у индивидуума ощущение, что он живёт в «мире зла», вокруг него только болезни, страдания, действуют многочисленные преступники. Это придает ему пассивность и послушание на поведенческом уровне, лишает воли к переменам;
7. Замалчивание одних фактов и выпячивание других;
8. Метод фрагментации — подача информации кусками, порционно, стремление помешать индивидууму видеть картину в целом;
9. Методы, применяемые в классической пропаганде — многократные повторы, метод «абсолютной лжи» или т. н. «метод Геббельса» («Чем чудовищнее ложь, тем легче в неё поверят»), создание эффекта массовости нужной точки зрения, противоположная точка зрения представляется отсталой, непрогрессивной, её представители незаметно дискредитируются;
10. Создание ложных авторитетов и экспертов. Персоналии, транслирующие выгодную манипуляторам точку зрения, незаслуженно возвеличиваются, активно продвигается их образ как экспертов, признанных авторитетов в данном вопросе;
11. Создание лжесобытий, мистификация. Инициирование заказных инфоповодов;
12. Подмена фактов и идей красивыми, но бессодержательными лозунгами, призывами, целями;
13. Метод диссонанса: продвижение альтернативных фактов, ценностей и представлений, разрушающих механизмы трансляции исторической памяти, общие символы и ценности целевой группы (концепция молекулярной революции А. Грамши)[11].